# Grand Prix de Tennis de Toulouse 1998
Il Grand Prix de Tennis de Toulouse 1998  è stato un torneo di tennis giocato sul cemento. È stata la 17ª edizione del Grand Prix de Tennis de Toulouse, che fa parte della categoria International Series nell'ambito dell'ATP Tour 1998. Il torneo si è giocato a Tolosa in Francia, dal 28 settembre al 4 ottobre 1998.
In questa edizione del torneo Roger Federer ha vinto la prima partita in carriera nel circuito maggiore, sconfiggendo Guillaume Raoux.

## Campioni

### Singolare maschile
Jan Siemerink ha battuto in finale  Greg Rusedski con il punteggio di 6–4, 6–4

### Doppio maschile
Olivier Delaître /  Fabrice Santoro hanno battuto in finale  Paul Haarhuis /  Jan Siemerink con il punteggio di 6–2, 6–4